# Ropalidia socialistica
Ropalidia socialistica är en getingart som först beskrevs av Henri Saussure 1854.  Ropalidia socialistica ingår i släktet Ropalidia och familjen getingar. Inga underarter finns listade i Catalogue of Life.